# Державна премія Білорусі в галузі науки і техніки
Державна премія Республіки Білорусь в галузі науки і техніки — державна премія Білорусі, що є вищим визнанням заслуг діячів науки і техніки перед суспільством і державою.

## Підстави для нагородження
Присуджується:
- за видатні наукові досягнення, які відповідають світовому рівню і сприяють подальшому розвитку гуманітарних, природничих і технічних наук;
- за розробку та впровадження нових видів техніки, матеріалів і технологій, нових способів і методів лікування та профілактики захворювань, які за своїми показниками відповідають найкращим світовим аналогам, забезпечують вирішення проблем розвитку та підвищення ефективності економіки, ресурсозбереження, охорони довкілля і здоров'я населення;
- за підручники і навчальні посібники для установ, що забезпечують отримання початкової, базової, загальної середньої, професійно-технічної, середньої спеціальної та вищої освіти, які відповідають сучасним вимогам, відрізняються високими науково-методичними якостями і здобули широке громадське визнання.

## Кількість премій
Один раз на два роки (кожен парний рік) присуджуються чотирнадцять державних премій в галузі науки і техніки, в тому числі:
- в галузі природничих наук — шість премій:
  - в галузі фізики, математики та інформатики — дві премії,
  - в галузі геологічних і хімічних наук — одна премія,
  - в галузі біологічних, медичних і сільськогосподарських наук — одна премія;
- в галузі гуманітарних та соціальних наук — дві премії;
- в галузі техніки — чотири премії:
  - в області цивільної техніки — три премії,
  - в області військової техніки — одна премія;
- за підручники і навчальні посібники — дві премії:
  - за підручники і навчальні посібники для установ, що забезпечують отримання вищої освіти — одна премія,
  - за підручники і навчальні посібники для установ, що забезпечують отримання початкової, базової, загальної середньої, професійно-технічної, середньої спеціальної освіти — одна премія.

## Порядок присудження
Підготовка пропозицій про присудження Державних премій Республіки Білорусь покладається на Комітет з Державних премій Республіки Білорусь.
Комітет формується з великих керівників, фахівців-практиків, видатних вчених, майстрів літератури, мистецтва, архітектури. Склад Президії Комітету і двох підкомітетів затверджується Президентом Республіки Білорусь.
Державна премія присуджується одному претендентові або колективу претендентів, що складається не більше ніж з трьох чоловік, творчий внесок яких у роботу, висунуту на здобуття Державної премії, є найбільш значним.
Не допускається включення до колективу претендентів Державної премії осіб, які здійснювали у процесі виконання роботи тільки адміністративні, консультативні або організаційні функції.

## Нагородження
Особі, якій присуджено Державну премію, присвоюється звання лауреата Державної премії і вручаються Почесний знак лауреата Державної премії, Диплом лауреата Державної премії та грошова винагорода у розмірі 3500 базових величин.
Президент Республіки Білорусь вручає лауреатові Державної премії Почесний знак та Диплом.
У разі присудження Державної премії колективу авторів звання лауреата Державної премії присвоюється кожному з авторів, грошова частина премії ділиться між ними в рівних частках, а Почесний знак та Диплом вручаються кожному лауреату.